# Фаленопсис гігантський
Фаленопсис гігантський (лат. Phalaenopsis gigantea) — моноподіальна епіфітна трав'яниста рослина  родини орхідних, або зозулинцевих  (Orchidaceae).
Вид не має усталеної української назви, в україномовних джерелах зазвичай використовується наукова назва Phalaenopsis gigantea.

## Синоніми
- Phalaenopsis gigantea f. decolorata (Braem ex Holle-De Raeve) Christenson 2001
- Phalaenopsis gigantea var. aurea Christenson 2001
- Phalaenopsis gigantea var. decolorata Braem ex Holle-De Raeve 1991
- Polychilos gigantea (JJ Sm.) Shim 1982

## Біологічний опис
Найбільший представник роду фаленопсис. 
 Стебло укорочене, повністю приховане основами листя. 
 Коріння м'ясисте, гладке. 
 Листя дуже широке, звисаюче, шкірясте, блискуче з обох сторін, округлене, довжиною до 1 метра, шириною до 40 см. Загальна кількість листів від 2 до 7. 
 Квітконіс звисаючий, вигнутий, іноді гілкується, тонкий, в довжину може перевищувати 40 см, несе 10-30 квітів. Доросла рослина з кількома квітконосами може утворювати більше сотні кольорів одночасно. 
 Квіти м'ясисті, діаметром 3,75-7 см, зі слабким цитрусовим ароматом, округлої форми, з рівними петаліями і сепаліями від кремового до жовтого і зеленувато-жовтого кольору, поцяткованими виступаючими червонувато-коричневими плямами або штрихами. Квіти мають безліч варіацій деталей забарвлення.

## Ареал, екологічні особливості
Борнео 
 Зростає високо в кронах дерев в тропічних лісах на висоті від 0 до 400 метрів над рівнем моря. 

У місцях природного зростання практично немає сезонних коливань температури. Вдень близько 30°С, вночі близько 23°С. 
 Відносна вологість повітря 80-86%. 
 Сухого сезону немає. Протягом року випадає приблизно рівну кількість опадів від 200 до 400 мм на місяць. 
 У місцях природного зростання практично повністю знищений людиною.

## Історія опису
Вперше фаленопсис гігантський був виявлений в 1897 р. ботаніком Найвенхьюсом. Визначивши рослину, як Phalaenopsis amabilis Найвенхьюс відвіз його в ботанічний сад міста Бейтензорг (нова назва Богор). Рослина зацвіла тільки в 1909 році і була описана директором ботанічного саду Дж. Смітом. Незабаром після опису єдиний екземпляр Phal. gigantea загинув.
Лише в 1937 році, при будівництві дороги було знайдено другий екземпляр гігантського фаленопсиса з листям 90 см в довжину і 40 см завширшки.
В даний час, в місцях природного зростання Phal. gigantea, на схилах гір Батукелау, Кумбумесаай і Лумбіс і по берегах річки Сембакунг в Таракані, рослини знайти неможливо.
Свою назву цей фаленопсис отримав через величезні листя, що перевищують 60 см в довжину.

## У культурі
Один з найефектніших, але складних в культурі фаленопсис. Постійний переможець виставок орхідей. Неодноразово описаний в літературі, переможець 1993 року в Міжнародній Виставці орхідейних в Санта-Барбарі Phal. gigantea 'Laurie Weltz' з сімома квітконосами, мав 139 квіток і 81 бутон .
Найбільші квіти були зареєстровані у клона 'Valle Giant'. Діаметр 6,5 см. Вироблено 36 параметрів оцінки виставкових рослин.
Зростає цей вид дуже повільно, зацвітає на 6-12 рік, в ідеальних умовах і при грамотній агротехніці у віці 4-5 років. 

Температурна група - тепла. Добре переносить досить широкий діапазон температур. Найбільш оптимальна температура утримання гігантського фаленопсиса 22-30°С. Для нормального цвітіння обов'язковий перепад температур день/ніч в 5-8°С.
Вимоги до освітлення: 800-1000 FC, 8608-10760 lx.
Відносна вологість повітря, 60-80%.
Полив у міру просихання субстрату. Надлишку води слід уникати. Поливати рослину слід вранці, щоб залишилася на листі вода до вечора повністю висохла.
Підживлюють рослини сильно розведеним добривом для орхідей. За активної циркуляції повітря в приміщенні, імовірність хвороб сильно знижується. Вираженого періоду спокою не має.
Посадка в горщик, кошик для епіфітів або на блок. Як субстрат використовують грубу суміш шматочків соснової кори середнього розміру, пемзи або керамзиту, березового вугілля і невеликої кількості сфагнуму. Пересаджують раз на 2-3 роки, після закінчення цвітіння, коли субстрат починає розкладатися.
Чутливий до пошкодження коренів, тому пересаджувати рослину бажано якомога рідше. Субстрат краще підбирати таким чином, щоб він легко осипався з коренів. У разі загибелі декількох коренів рослина надовго зупиняється у своєму розвитку. Після пересадки не слід поливати рослину кілька днів. Посадка рослини повинна здійснюватися таким чином, щоб всі листки звисали, тому що це убезпечить точку росту від затримки вологи після поливу.

## Гібриди
Крім декоративності, однією з причин високої популярності Phal. gigantea у створенні гібридів є те, що він легко схрещується з найбільш красиво квітучими видами роду фаленопсис, такими як Phalaenopsis amboinensis, Phalaenopsis bellina,Phalaenopsis violacea і Phalaenopsis lueddemanniana, а також з гібридами створеними на їх основі. 

Ph. gigantea був використаний у створенні 140 гібридів першого покоління і присутній серед батьків або прабатьків більше 1187 гібридів, більше 500 з яких мають нагороди.
Деякі первинні гібриди:
- Audrey Askin — gigantea × floresensis (S.R. Weltz (H. Wallbrunn)) 2005
- Baylor — gigantea × inscriptiosinensis (T. Brown (Atmo Kolopaking)) 1984
- Bernice Maskin — gigantea × equestris (Dr Henry M Wallbrunn) 1977
- Bogoriensis — amabilis × gigantea (Buitenzorg Botanic Gardens) 1856
- Christina Weltz — javanica × gigantea (S Robert Weltz Jr) 1995
- Crepuscule — gigantea × fuscata (Dr Henry M Wallbrunn) 1985
- David Ai — gigantea × sumatrana (Irene Dobkin) 1977
- David Lim — amboinensis × gigantea (David Lim (S Yusof Alsagoff)) 1974
- Essence Wain — gigantea × philippinensis (Shih-Fong Chen) 1999
- Genesis — gigantea × mariae (Orchid World International Inc.) 1986
- Giga — gigantea × gibbosa (Hou Tse Liu) 2007
- Gigabell — bellina × gigantea (Paul Lippold) 2003
- Gretchen — stuartiana × gigantea (Dr Henry M Wallbrunn) 1969
- Hans Christiansen — gigantea × lindenii (Hans Christiansen) 2001
- Jade Gold — gigantea × venosa (David Lim) 1984
- Joey — gigantea × lueddemanniana (Fort Caroline Orchids Inc. (Dr Henry Wallbrunn)) 1973
- Little Giant — gigantea × celebensis (Hou Tse Liu) 1994
- Memoria Margarete Buchholz — corningiana × gigantea (Orchideenkulturen Elisabeth Bau) 1987
- Mok Choi Yew — gigantea × violacea (C. Y. Mok) 1968
- Pepin — gigantea × micholitzii (T. Brown (Atmo Kolopaking)) 1984
- Rare Delight — gigantea × maculata (Dr Henry M Wallbrunn) 1985
- Reichentea — fasciata × gigantea (W. W. G. Moir) 1975
- Rosie Clouse — gigantea × mannii (Fort Caroline Orchids Inc. (Dr Henry Wallbrunn)) 1971
- Schillgig — gigantea × schilleriana (Dr Henry E. Fernando) 1987
- Tridacna — gigantea × cochlearis (Dr Henry M Wallbrunn) 1983

Деякі відомі грекси.
- Phal. Maritea 'Wan-Chyan' (Phal. gigantea × Phal. Maria Montez)
- Phal. Black Lion 'Spotted Prince' (Phal. Paifang's Golden Lion × Phal. Black Eagle)
- Phal. Brother Princess 'Hai-Tung' HCC/AOS (Phal. Princess Spot × Phal. Misty Green)
- Phal. I-Hsin Peacock 'Fashion' HCC/AOS (Phal. I-Hsin Tiger × Phal. Black Beauty)